# Förtha (Kr Eisenach)
Förtha (Kr Eisenach) (niem. Bahnhof Förtha (Kr Eisenach)) – stacja kolejowa w gminie Marksuhl, w dzielnicy Förtha, w kraju związkowym Turyngia, w Niemczech. Znajduje się na linii Eisenach – Lichtenfels. Według DB Station&Service ma kategorię 6. 

## Położenie
Stacja znajduje się około 2 km (w linii prostej) od centrum dzielnicy Förtha, mała osada Epichnellen,  rozciąga się 300 m na zachód od dworca wzdłuż Elte. Północna część obszaru stacji znajduje się już w gminie Wolfsburg-Unkeroda.

## Linie kolejowe
- Linia Eisenach – Lichtenfels
- Linia Förtha – Gerstungen